# Carlos Giacosa
Carlos César Giacosa Maciel (Montevideo, 26 de marzo de 1936 – Ib., 26 de diciembre de 2015) fue un periodista uruguayo.

## Biografía
Comenzó a desempeñarse como periodista radial en Radio Carve, formando parte del ciclo Tomándole el pulso a la República. Con la llegada de la televisión y el inicio de las emisiones Canal 10 se convirtió en uno de los primeros diez rostros en aparecer en la televisión uruguaya, junto con otras figuras como Raúl Fontaina, Milton Fontaina, Víctor Hugo Pedroso, Barret Puig y Cristina Morán.
Tiempo después, en 1968 se produjo su pase a Canal 4, siendo impulsor y el primer presentador del noticiero Telenoche 4 del cual formó parte durante veinte años. En dicha cadena también condujo el programa En Profundidad.
Desde la llegada del color en el Canal Monte Carlo Televisión, su música, "Give it All You Got", identificó el cierre de transmisiones, con la voz de Carlos Giacosa, hasta 1988, traduciéndose y adaptándose el guion del locutor carioca Dirceu Paes Rabello al cierre de transmisiones de la Rede Globo, adoptado el 9 de marzo de 1976.
Tras su salida de Canal 4 en 1988, comenzó a trabajar para Teledoce, donde participó de la conducción de Primer Plano en 1991 y Martini Pregunta en 1992.
Fue presidente de la Asociación Nacional de Broadcasters Uruguayos.

### Vida privada
Contrajo primeras nupcias en 1966 con  María Celia Fontaina, luego de su divorcio contrajo matrimonio con María Shaw Arocena y finalmente con Miriela González quien lo acompañó hasta su fallecimiento. De este matrimonio nació su único hijo César Giacosa.

## Coberturas
- En 1956, cubre en el marco de una gira latinoamericana, una función en Uruguay de Ella Fitzgerald para Canal 10;
- En 1969, la transmisión (en simultánea con Barret Puig de Canal 10) del primer alunizaje humano;[3]
- En 1973, la cobertura en vivo del golpe de Estado contra Salvador Allende en Santiago de Chile (alojado en un hotel frente al Palacio de La Moneda junto con un camarógrafo);[4]
- La moderación del debate televisivo en plena dictadura, previo al plebiscito constitucional de 1980 en Uruguay;[5]

## Programas
| Año       | Programa                                   | Medio       |
| --------- | ------------------------------------------ | ----------- |
|           | Tomándole el pulso a la República          | Radio Carve |
| 1968-1988 | Telenoche 4                                | Monte Carlo |
| 1969      | Llegada del Apolo 11                       | Canal 10    |
|           | En profundidad                             | Monte Carlo |
| 1980      | Debate - Plebiscito constitucional de 1980 | Monte Carlo |
| 1991      | Primer plano                               | Teledoce    |
| 1992      | Martini pregunta                           | Teledoce    |

## Homenajes
Al conmemorarse el cincuentenario de la primera edición de Telenoche,  el 28 de abril de 1968, el estudio de "Telenoche" de Canal 4 fue bautizado como Carlos Giacosa, en homenaje a su primer director y conductor de 8.500 informativos, un periodista que honró la profesión y no sólo contó la historia, sino que también formó parte de ella.